# Veprecula brunonia
Veprecula brunonia är en snäckart. Veprecula brunonia ingår i släktet Veprecula och familjen Turridae. Inga underarter finns listade i Catalogue of Life.